# Mathilda Indebetou
Mathilda Constantia Charlotta Indebetou, även Mathilde Indebetou och Mathilda In de Bétou, född 8 maj 1818 i Marstrand, död 19 januari 1903 i Köpenhamn, Danmark, var en svensk konsertsångerska.
Mathilda Indebetou var dotter till Thomas Indebetou (1774-1832) av släkten Indebetou, och syster till gymnastikpionjären och underlöjtnanten Johan Gowert In de Bétou (1810–1854), överstelöjtnant Carl Johan in de Betou (1811–1900) och sjökapten Johan Axel Pontus Thompson (1825–1882). Vidare var hon var genom sina två systrar svägerska till den danske konstnären Lorenz Frolich och moster till Siri von Essen.
Indebetou var elev till Garcia. Hon blev berömd som konsertsångerska i Finland och Ryssland och uppträdde även i Sverige, bland annat under en vistelse i Stockholm 1862–1863.  Hon var även aktiv som sångpedagog.